# Bergman (Arkansas)
Bergman é uma cidade  localizada no estado americano de Arkansas, no Condado de Boone.

## Demografia
Segundo o censo americano de 2000, a sua população era de 407 habitantes. 
Em 2006, foi estimada uma população de 446, um aumento de 39 (9.6%).

## Geografia
De acordo com o United States Census Bureau, a localidade tem uma área de 3,4 km², sem área coberta por água. Bergman localiza-se a aproximadamente 369 m acima do nível do mar.

## Localidades na vizinhança
O diagrama seguinte representa as localidades num raio de 16 km ao redor de Bergman. 